# ASFOSA
Association Sportive de la Forêt Sacrée d’Ablogamé w skrócie ASFOSA – togijski klub piłkarski grający w trzeciej, a niegdyś w togijskiej pierwszej lidze, mający siedzibę w mieście Lomé.

## Sukcesy
- I liga[1]:
  - mistrzostwo (2): 1985, 1986.

- Puchar Togo[2]:
  - finał (1): 1984.

## Występy w afrykańskich pucharach
| Sezon | Rozgrywki                 | Runda | Kraj                         | Klub                   | Dom | Wyjazd | Dwumecz |
| ----- | ------------------------- | ----- | ---------------------------- | ---------------------- | --- | ------ | ------- |
| 1985  | Puchar Zdobywców Pucharów | 1     | Republika Środkowoafrykańska | Stade Centrafricain    | 2–0 | 2–3    | 4–3     |
| 1985  | Puchar Zdobywców Pucharów | 2     | Ghana                        | Asante Kotoko SC       | 1–1 | 0–0    | 1–1     |
| 1986  | Puchar Mistrzów           | 1     | Nigeria                      | New Nigerian Bank FC   | 0–2 | 0–2    | 0–4     |
| 1987  | Puchar Mistrzów           | 1     | Wybrzeże Kości Słoniowej     | Africa Sports National | 0–1 | 1–2    | 1–3     |

## Stadion
Domowe mecze klub rozgrywa na stadionie o nazwie Stade Agoè-Nyivé w Lomé. Stadion może pomieścić 5000 widzów.

## Reprezentanci kraju grający w klubie od 1990 roku
Stan na styczeń 2023.
| - Désiré Komi Adiho - Franco Atchou | - Kokou Ganké |